# Haumea (astronomia)
Haumea (già noto con la designazione provvisoria di (136108) 2003 EL61, ufficialmente 136108 Haumea) è un pianeta nano del sistema solare esterno, dotato di due satelliti. È qualificato come oggetto transnettuniano.
La scoperta fu annunciata nel luglio 2005 indipendentemente da due diversi gruppi di lavoro. Il 20 luglio dal gruppo dell'Osservatorio di Monte Palomar sotto la guida di Michael Brown e il 27 luglio da quello dell'Osservatorio della Sierra Nevada sotto la guida di José Luis Ortiz Moreno. Ne nacque un contenzioso che fu risolto dall'IAU a favore del gruppo spagnolo lasciando però, in deroga alle normali procedure, la scelta del nome al gruppo statunitense.
Entrambi i gruppi nei loro annunci segnalarono prescoperte in immagini di anni precedenti: Monte Palomar in immagini del 2004 e Sierra Nevada in immagini del 2003.
Il 17 settembre 2008, è stato classificato come pianeta nano dall'IAU e denominato Haumea in onore di una dea hawaiana della fertilità.
Per dimensioni, l'oggetto è simile a Plutone. Una particolarità del corpo è che la sua rotazione è estremamente rapida, circa quattro ore, il che gli fa assumere una forma allungata.
Un simbolo per Haumea è stato ideato da Denis Moskowitz: è utilizzato in astrologia ed è anche stato usato in una pubblicazione della NASA. Si tratta del simbolo .

## Controversie sulla scoperta
L'attribuzione della scoperta di Haumea fu una questione controversa e due gruppi di astronomi se ne attribuirono la paternità.
Mike Brown e il suo gruppo del Caltech, che scoprirono Haumea il 28 dicembre 2004 su immagini risalenti al 6 maggio dello stesso anno, pubblicarono on-line il 20 luglio 2005 un estratto del loro articolo con l'intenzione di annunciare ufficialmente la scoperta alla conferenza del Minor Planet Center (MPC) prevista nel settembre successivo.
Pochi giorni dopo José Luis Ortiz Moreno e il suo gruppo dell'Instituto de Astrofísica de Andalucía dell'Osservatorio della Sierra Nevada in Spagna, identificarono Haumea in immagini prese tra il 7 e il 10 maggio 2003. Ortiz inviò un'email urgente all'MPC nella notte del 27 luglio 2005 annunciando la scoperta.
Brown, che aveva inizialmente riconosciuto agli spagnoli il diritto all'accredito, contestò il fatto quando scoprì che il loro estratto, contenente abbastanza informazioni da permettere al team di Ortiz di ritrovare Haumea nelle immagini del 2003, era stato consultato prima che Ortiz pianificasse ulteriori osservazioni telescopiche per ottenere nuove immagini utili per un secondo annuncio all'MPC del 29 luglio.
Ortiz confermò di aver consultato il lavoro di Brown, ma solo per verificare di aver veramente scoperto un nuovo oggetto.
I protocolli della IAU stabiliscono che la paternità della scoperta di un pianeta minore vada assegnata a chi invia per primo all'MPC un resoconto con dati sufficienti a determinare in modo accettabile la sua orbita, e che lo scopritore abbia la priorità nella scelta del nome. La decisione finale dell'IAU fu di attribuire la scoperta all'Osservatorio della Sierra Nevada dove lavorava il gruppo spagnolo, ma la scelta del nome, Haumea, avvenne in conformità a quanto proposto dal Caltech. Il gruppo di Ortiz aveva proposto di chiamarlo "Ataecina", dal nome dell'antica dea iberica della primavera.

## Parametri orbitali

Orbita di Haumea (in giallo) e di Plutone (in rosso).

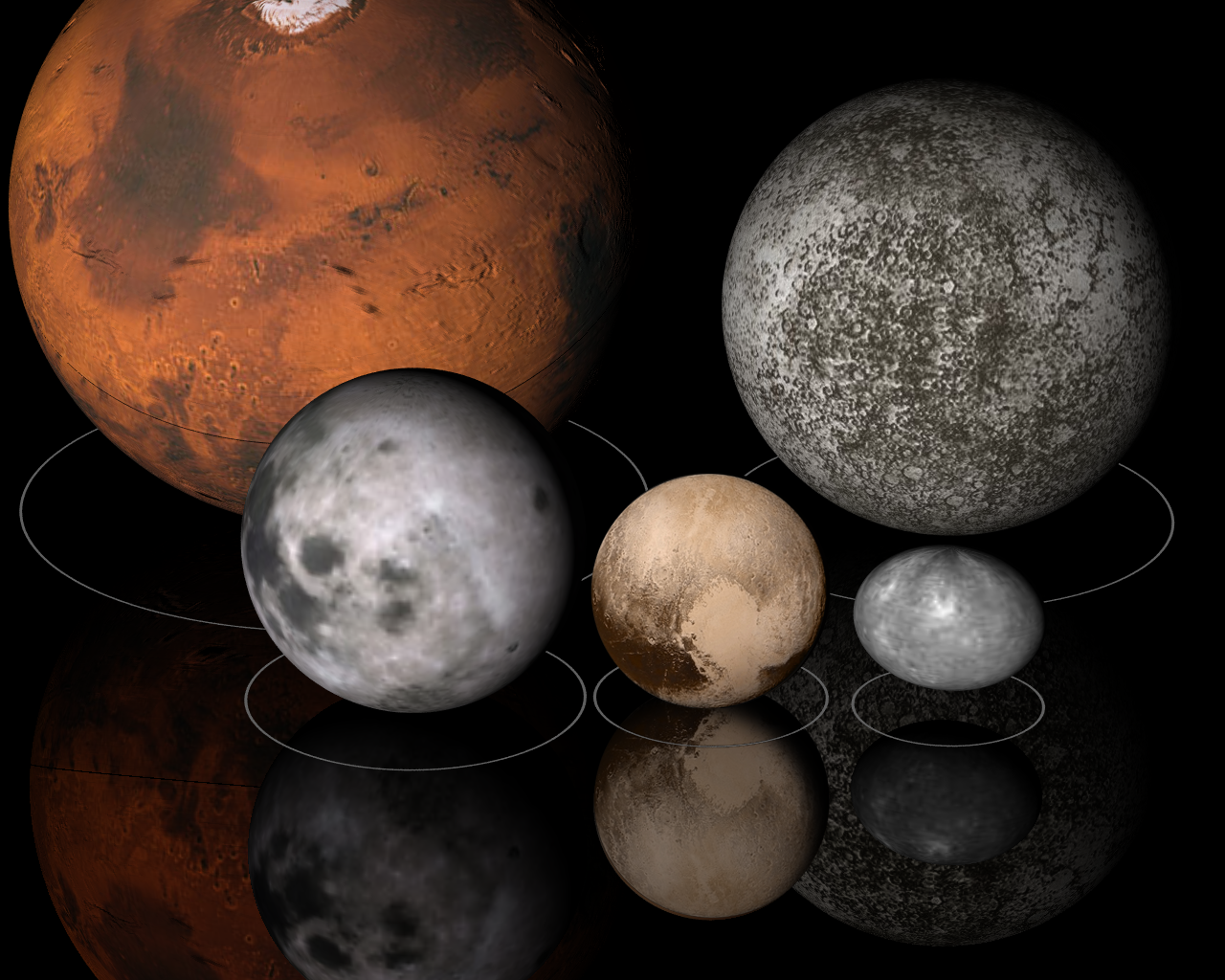
Dimensioni dei corpi celesti: Marte in alto a sinistra, Mercurio in alto a destra, la Luna in basso a sinistra, Plutone al centro, e Haumea in basso a destra.

Haumea è classificato come un oggetto transnettuniano classico (un cubewano), con un'orbita molto comune: il periodo orbitale è di 284 anni, il suo perielio è prossimo a 35 au e l'inclinazione orbitale è di 28°. Il grafico mostra la sua orbita (in giallo) nel sistema solare (l'orbita di Plutone è indicata in rosso, quella di Nettuno in grigio) e la sua posizione nell'aprile 2006.
Il perielio di Haumea si trova sotto il piano dell'eclittica. L'oggetto ha raggiunto l'afelio nel 1992 ed attualmente si trova a più di 50 au dal Sole, ma la sua luminosità rimane relativamente elevata (magnitudine apparente = 17,3; magnitudine assoluta = 0,2) grazie alle sue dimensioni e alla sua albedo.
L'inclinazione dell'orbita (~28°, rispetto ai 17° di Plutone) e la sua posizione attuale, lontana dall'eclittica, dove si localizzavano la maggior parte delle ricerche, combinata con il suo lento moto medio (a causa della distanza) spiegano perché Haumea sia stato scoperto solo di recente, nonostante la sua luminosità che ne fa il terzo oggetto più brillante della cintura di Kuiper dopo Plutone e Makemake e lo rende osservabile anche da buoni telescopi amatoriali. Infatti fu solo quando la zona prossima all'eclittica era stata ben esplorata che le ricerche si orientarono verso oggetti che erano stati eccitati in orbite con inclinazioni più elevate o oggetti con un basso moto medio.
L'orbita di Haumea ha un'eccentricità orbitale leggermente più elevata di quella degli altri membri della sua famiglia collisionale (famiglia di Haumea). Si ritiene che questo sia dovuto alla debole risonanza orbitale del quinto ordine 12:7 con Nettuno, che lo porta gradualmente a modificare la sua orbita nel corso di milioni di anni attraverso il meccanismo di Kozai che permette uno scambio tra l'inclinazione e l'eccentricità orbitale.
La luminosità di Haumea oscilla notevolmente con un periodo di 3,9 ore, e questo può essere spiegato solo ipotizzando un periodo di rotazione della stessa durata, che è più veloce di quello di ogni altro corpo in equilibrio idrostatico nel sistema solare e anche di tutti corpi con un diametro maggiore di 100 km. Si ritiene che questa rapida rotazione sia stata innescata dall'urto da cui si sono formati i suoi satelliti e la sua famiglia collisionale.

## Satelliti naturali

### Hiʻiaka
Hiʻiaka (conosciuto precedentemente anche con la designazione provvisoria S/2005 (2003 EL61) 1) è il primo satellite naturale scoperto in orbita attorno ad Haumea.

### Namaka
Namaka (precedentemente noto con il nome informale Blitzen e con designazione provvisoria S/2005 (2003 EL61) 2) è il secondo satellite, più piccolo ed interno rispetto al primo, individuato in orbita attorno a Haumea; l'annuncio della sua scoperta risale al 29 novembre 2005. Al momento della scoperta il satellite era distante circa 39300 km dal corpo madre e, assumendo un'orbita circolare, orbita intorno al corpo primario in 34,1±0,1 giorni, con una inclinazione di 39°±6° rispetto all'orbita del satellite maggiore. La luminosità misurata (H=4,74) è pari all'1,5% (±0,5%) di quella di Haumea, che si traduce in un diametro approssimativo pari al 12% di quello del corpo madre, pari a circa 170 km, nell'ipotesi (non verificata) che abbia anch'esso un'albedo simile.

## L'anello
Osservando Haumea il 21 gennaio 2017 mentre passava davanti alla stella URAT1 533-182543, e misurando la diminuzione della luce della stella, è stato scoperto che Haumea è circondato da un disco di polveri, come un Saturno in miniatura. Questa struttura ha il raggio di circa 2287 km e una larghezza di 70 km.